# Зини
Амброзини Антониу Кабаса Салвадор или Зини (на португалски: Ambrosini António Cabaça Salvador; Zini) е анголски футболист, играещ като нападател за гръцкия АЕК и националния отбор на Ангола. Участник в Купата на африканските нации 2023, където вкарва втория гол за отбора си срещу Буркина Фасо за победата с 2:0.